# Adventures of Indiana Jones
The Adventures of Indiana Jones Role-Playing Game è un gioco di ruolo basato sulla franchise di Indiana Jones. Il regolamento è attribuito a David "Zeb" Cook ed è stato pubblicato dalla TSR nel 1984. Il gioco era parte di una serie di altri regolamenti pubblicati su licenza a metà degli ottanta sotto la gestione dei fratelli Blume. Dieci anni più tardi la West End Games acquistì i diritti per pubblicare un proprio gioco basato su Indiana Jones, The World of Indiana Jones.
La pubblicazione cessò allo scadere della licenza. Tutte le copie invendute del gioco furono distrutte, ma un dipendente degli uffici britannici della TSR Hobbies montò i resti bruciati dell'ultima copia in una piccola piramide in perspex che a partire dal 2000 fu assegnato al vincitore del Diana Jones Award for Excellence in Gaming.

## Sistema di gioco
Il sistema di gioco era molto semplicistico e basato su una tabella di risoluzione delle azioni codificata con colori, come era popolare per diversi giochi di ruolo della TSR dell'epoca. I giocatori possono scegliere uno dei personaggi già preparati basati su quelli che compaiono nei film: Indiana Jones, Marion Ravenwood, Short Round, Willie Scott, Sallah (lo scavatore), Jock Lindsay (il pilota) o Wu Han (un vecchio amico di Indy). Ogni personaggio è definito da sette attributi: strength (forza fisica), movement (velocità di azione), prowness (destrezza manuale e coordinazione), backbone (coraggio e determinazione), instinct (percezione e intuizione) e appeal (personalità e bellezza fisica). Quando un personaggio vuole tentare un'azione deve fare una prova di abilità tirando un dado percentuale, applicando dei modificatori decisi dal master secondo le circostanze. Se il risultato è inferiore al valore dell'attributo modificato l'azione ha successo, altrimenti fallisce.
Il combattimento è diviso in turni, ognuno della lunghezza di cinque secondi di tempo in gioco. I giocatori con il valore di movement maggiore ha la possibilità di agire per primo riuscendo in una prova contro quell'attributo. Per riuscire a colpire un avversario in mischia è necessario si deve riuscire in una prova contro l'attributo prowess e l'ammontare del danno inflitto è determinato dalla tabella "Action Result Table" nelle regole. Ci sono tre livelli di danno: leggero, medio e serio. Il numero tirato è invertito e controllato sulla Action Result Table determinando dove il colpo è atterrato. Altre forme di combattimento come spararsi sono risolte similmente, ma usando le mappe fornite. comunque non c'è un sistema formale di punti ferita o per determinare la morte di un personaggio e queste decisioni sono lasciate al master come elemento di gioco di ruolo.

## Ambientazione
Nella maggior parte delle avventure, come nei film e nei fumetti, Indiana Jones e i suoi amici devono recuperare importanti artefatti archeologici in competizione con nazisti, archeologi rivali, nativi violenti e gangster.
Molti dei moduli pubblicati non precisano l'anno in cui si svolgono le avventure, comunque basandosi sui film Indiana Jones e il tempio maledetto è ambientato nel 1935 e I predatori dell'arca perduta in 1936. La TSR utilizzò anche materiale dalla serie a fumetti, Further Adventures of Indiana Jones

## Pubblicazioni
- David "Zeb" Cook (1984). Adventures of Indiana Jones. TSR. Illustrazioni di Larry Elmore. Set in scatola contenente un manuale di 64 pagine, due fogli di miniature in cartoncino da montare, un libretto di otto pagine con uno scenario introduttivo di John Byrne, schermo del master e dadi[5].
- Tracy Hickman e Michael Dobson (1984). IJ1 Indiana Jones and the Temple of Doom Adventure Pack. TSR. Avventura basata sul film Indiana Jones e il tempio maledetto[5].
- Douglas Niles (1984). IJ2 Raiders of the Lost Ark Adventure Pack. TSR. Avventura basata sul film I predatori dell'arca perduta[5].
- Tracy Hickman (1984). IJ3 Indiana Jones, Crystal Death. TSR. Un modulo per master e singolo giocatore in avventura nella jungla nordafricana. La mappa e il testo dell'avventura contengono scritte visibili solo con un apposito schermo colorato[5].
- Ed Carmien (1985). IJ4 Indiana Jones, the Golden Goddess. TSR. Avventura giocabile con un solo giocatore o con un gruppo regolare ambientato in un tempio dell'America Centrale[6].
- Marlene Weigel (1985). IJ5 Indiana Jones, Nepal Nightmare Adventure Pack. TSR. Indiana Jones e Marion Ravenwood viaggiano dal labirinto di Creta fino alle cime dell'Himalaya alla ricerca del padre di lei[6].
- Tracy Hickman (1985). IJ6 Indiana Jones, Fourth Nail Adventure Pack. TSR. Indiana Jones alla ricerca del chiodo della croce di Cristo. Giocabile con un singolo giocatore o un gruppo regolare.[6].
- Harold Johnson (1985). IJAC1 Indiana Jones, Judge's Survival. TSR. Schermo del master, con manuale di 16 pagine di regole aggiuntive[6].

Un set di miniature in peltro fu messo in vendita nel 1984 per essere usate al posto delle miniature in cartoncino da ritagliare fornite in ogni manuale.